# Васьківчицька сільська рада
Васьківчи́цька сільська́ ра́да — адміністративно-територіальна одиниця та орган місцевого самоврядування у Красилівському районі Хмельницької області. Адміністративний центр — село Васьківчики.

## Загальні відомості
- Територія ради: 29,173 км²
- Населення ради: 642 особи (станом на 2001 рік)

## Населені пункти
Сільській раді були підпорядковані населені пункти:
- с. Васьківчики
- с. Зелена

## Склад ради
Рада складалася з 12 депутатів та голови.
- Голова ради: Ковальчук Анатолій Васильович
- Секретар ради: Капустинська Галина Іванівна

### Керівний склад попередніх скликань
| Прізвище, ім'я, по батькові   | Основні відомості                                                 | Дата обрання | Дата звільнення |
| ----------------------------- | ----------------------------------------------------------------- | ------------ | --------------- |
| Ковальчук Анатолій Васильович | Сільський голова, 1963 року народження, освіта вища, безпартійний | 26.03.2006   | 31.10.2010      |
| Ковальчук Анатолій Васильович | Сільський голова, 1963 року народження, освіта вища, безпартійний | 31.10.2010   |                 |

Примітка: таблиця складена за даними сайту Верховної Ради України

### Депутати
За результатами місцевих виборів 2010 року депутатами ради стали:

#### За суб'єктами висування
| Суб'єкт висування | Кількість обраних депутатів | %  |
| ----------------- | --------------------------- | -- |
| Партія регіонів   | 6                           | 50 |
| Народна партія    | 3                           | 25 |
| Самовисування     | 3                           | 25 |

#### За округами
| № округу        | Прізвище, ім'я, по батькові    | Дата визнання обраним | Освіта             | Партійна приналежність | Відомості про обраного депутата                     |
| --------------- | ------------------------------ | --------------------- | ------------------ | ---------------------- | --------------------------------------------------- |
| Народна Партія  |                                |                       |                    |                        |                                                     |
| 6               | Ящук Тетяна Іванівна           | 03.11.2010            | середня            | позапартійна           | Васьківчицька поштове відділення зв'язку, завідувач |
| 8               | Петлюк Надія Василівна         | 03.11.2010            | середня            | позапартійна           | Васьківчицький сільський клуб, завідувачка          |
| 11              | Кравець Наталія Михайлівна     | 03.11.2010            | вища               | позапартійна           | Зеленецька загальноосвітня школа, директор          |
| Партія регіонів |                                |                       |                    |                        |                                                     |
| 1               | Іванюк Тетяна Василівна        | 03.11.2010            | середня спеціальна | позапартійна           | СТОВ «Довіра», бухгалтер                            |
| 2               | Сивюк Галина Степанівна        | 03.11.2010            | середня спеціальна | позапартійна           | Васьківчицька сільська рада, бухгалтер              |
| 5               | Усольцев Володимир Петрович    | 03.11.2010            | середня            | позапартійний          | СТОВ «Довіра», бригадир тракторної бригади          |
| 7               | Гордилюк Руслан Андрійович     | 03.11.2010            | середня спеціальна | позапартійний          | ТОВ «УЗП-Красилів», механізатор                     |
| 9               | Шевчук Віктор Олексійович      | 03.11.2010            | середня            | позапартійний          | ТОВ «УЗП Красилів», тракторист                      |
| 10              | Капустинська Галина Іванівна   | 03.11.2010            | середня спеціальна | позапартійна           | Васьківчицька сільська рада, секретар виконкому     |
| Самовисування   |                                |                       |                    |                        |                                                     |
| 3               | Тарасюк Ніна Петрівна          | 03.11.2010            | середня            | позапартійна           | Славутський молокозавод, приймальник молока         |
| 4               | Шмигнельська Світлана Іванівна | 03.11.2010            | середня спеціальна | позапартійна           | Васьківчицький фельдшерський пункт, завідувач       |
| 12              | Буджерак Галина Іванівна       | 03.11.2010            | середня спеціальна | позапартійна           | фельдшерський пункт с. Зелена, завідувач            |